# Ligne 3 du métro de Montréal
 (mai 2016).
Pour les articles homonymes, voir ligne 3.
La ligne rouge ou ligne 3 du métro de Montréal est un projet abandonné, ayant existé sous plusieurs formes de 1961 à 1985, d'une ligne empruntant le tunnel sous le mont Royal, actuellement utilisé par les trains de banlieue. Le numéro trois ne fut jamais attribué dans le réseau bien qu'il compte quatre lignes de métro (1, 2, 4 et 5).

## Histoire

### Ligne C

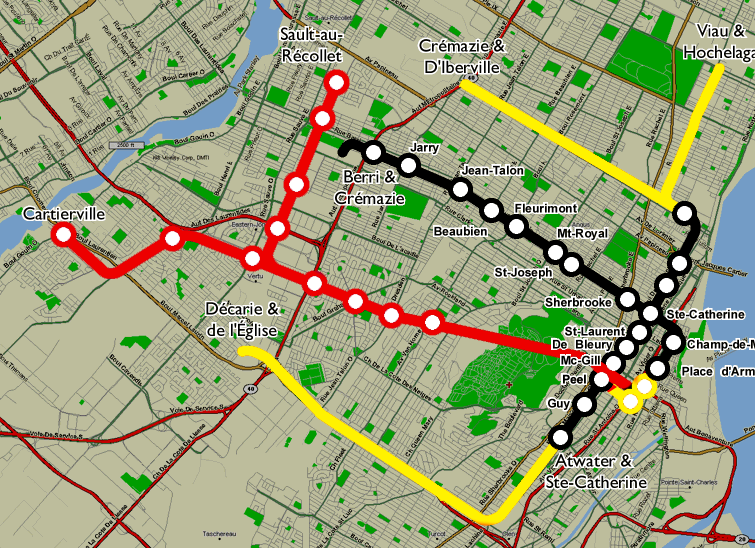
Projet de 1961 avec la ligne 3 en rouge et les extensions alors projetées en jaune.

Le plan d’aménagement du métro de Montréal, présenté le 20 octobre 1961, exposait une troisième ligne numérotée C en plus des deux lignes (A/verte et B/orange) qui seront construites. Cette ligne de 18,6 kilomètres (11,6 miles) devait utiliser la voie de chemin de fer du Canadien National (CN), qui part du centre-ville et passe sous le mont Royal et, contrairement aux deux lignes précédentes, devait donc être en partie en surface. Après avoir dépassé le boulevard Métropolitain, elle devait se séparer en deux antennes, l'une atteignant la banlieue nord-ouest de Cartierville, l'autre, la banlieue nord-est de Sault-au-Récollet. La ligne devant traverser les municipalités d'Outremont, de Mont-Royal et de Saint-Laurent, Montréal négociait une contribution financière de leurs parts.
La construction du métro commence en mai 1962. En novembre, Montréal est choisie pour tenir l’Exposition universelle de 1967 (Expo 67). Le 11 juin 1963, la ville annonce une quatrième ligne pour relier le centre-ville aux banlieues de la Rive-Sud du fleuve Saint-Laurent en passant par le site de l'Expo. Le coût des tunnels étant moins élevé que prévu, des stations sont donc ajoutées au projet, dont deux au nord de la ligne orange (Henri-Bourassa, Sauvé) entrant en concurrence avec la branche est de la ligne C. Au même moment, les négociations avec les municipalités traversées par cette même ligne piétinent, ces dernières ne souhaitant pas céder de pouvoirs à Montréal. Le projet, amputé de sa branche vers Sault-au-Récollet et de trois stations sur son autre branche, devient celui de ligne 3. Le prolongement de la ligne de Cartierville à Laval-des-Rapides, étudié début 1963, est écarté au profit d'un potentiel prolongement depuis la station Henri-Bourassa.
Si le projet n'est pas abandonné, il devient secondaire, la priorité étant accordée à la ligne 4 (jaune) puis, à partir de 1971, à la ligne 5 (bleue).

### Trains express
La ligne C proposait de transformer en métro la portion desservant la banlieue proche de Montréal des services de trains de banlieue vers Deux-Montagnes et Montréal-Nord. En utilisant un matériel roulant spécifique, mais surtout en augmentant drastiquement la fréquence de passage des trains.
Durant les années 1970, le même raisonnement est appliqué à la desserte des banlieues lointaines en réponse aux problèmes naissants de congestion automobile. Le gouvernement du Québec propose en 1974 de prolonger la ligne jusqu'au nouvel aéroport de Mirabel pour en faire un service express reliant le centre-ville (TRRAMM) puis, sur le modèle parisien (RER) et san-franciscain (BART), intègre cette dernière à un projet de Réseau express montréalais en 1977. D'un coût trop élevé, ni l'un ni l'autre ne voient le jour.

### Métro régional
En 1979, le gouvernement en revient à une vision centrée sur la banlieue proche en proposant un métro régional dans son plan de transport intégré pour la région de Montréal.
Ce plan n'est pas accueilli favorablement par la Communauté urbaine de Montréal (CUM) qui préfère développer le réseau souterrain.

## Projet

### Matériel roulant
Contrairement aux autres lignes (sur pneumatiques), la troisième devait utiliser un matériel roulant « classique » à roues d'acier pour emprunter les voies existantes du CN. Cependant ces voies ne suffisant pas à assurer le transit à la fois des rames et des trains (de banlieue et de marchandises), de nouvelles étaient nécessaires. La Commission de transport de Montréal étudia alors la possibilité d’aménager ces nouvelles voies pour des roulements sur pneus afin de réaliser des économies d’échelles sur le matériel roulant du métro. Mais le coût envisagé des travaux de conversion et d'entretien hivernal des voies fit abandonner cette option.
L'utilisation des rames de l'Expo Express sur la ligne 3 fut envisagée en 1967, mais elles auraient nécessité l’aménagement de quais hauts, incompatibles avec les trains de fret.

### Liste des stations projetées
| Nom                         | Niveau   | Commentaires                       |
| --------------------------- | -------- | ---------------------------------- |
| Gare Centrale               | sous-sol |                                    |
| McGill                      | sous-sol | correspondance avec la ligne 1     |
| Université de Montréal      | sous-sol | angle Maplewood et Graham          |
| Barclay                     | sous-sol | dans Mont-Royal                    |
| Graham                      | surface  | dans Mont-Royal                    |
| Métropolitain               | surface  |                                    |
| Branche vers Cartierville   |          |                                    |
| Cote-Vertu                  | surface  |                                    |
| Monkland                    | surface  |                                    |
| Val Royal                   | surface  |                                    |
| Cartierville                | surface  | Angle des boulevards Reed et Gouin |
| Branche vers l'Est          |          |                                    |
| De l'Acadie                 | surface  |                                    |
| Ahuntsic                    | surface  |                                    |
| Saint-Sulpice               | surface  |                                    |
| "Sault" (Sault-au-Récollet) | surface  | angle des rues Sauvé et Papineau   |

Outre la branche vers l'Est en entier, les stations McGill, Université de Montréal et Métropolitain seront absentes de la proposition de 1963.

#### liste des stations dans le plan de 1982
- Gare Centrale
- Vincent D'Indy (aujourd'hui Édouard-Montpetit (métro de Montréal))
- Mont-Royal
- Côte-Vertu (aujourd'hui la gare Montpellier de la ligne Deux-Montagnes actuelle)
- Bois-Franc (aujourd'hui la gare Bois-Franc)
- À-Ma-Baie (le parc de ce nom est près de l'actuelle gare Sunnybrooke)
- Roxboro (probablement à l'endroit de la gare Roxboro-Pierrefonds)
- Laval (probablement à l'endroit de la gare Ste-Dorothée)
- Deux-Montagnes

## Postérité
Le projet de Réseau express métropolitain (REM), lancé en 2016, réalise ce que la ligne 3 devait réaliser en transformant la ligne de trains de banlieue de Deux-Montagnes en une ligne de métro léger. Certaines des stations que proposait la ligne 3 sont intégrées au REM, tel que l’interconnexion avec la station de métro McGill ou l’accès à l’Université de Montréal.

### Ouvrage
Roger La Roche, Expo-Express, Bibliothèque et Archives nationales du Québec, 2015, 86 p. (lire en ligne)

### Article
Dale Gilbert, « Penser la mobilité, penser Montréal. La planification du tracé du réseau initial de métro, 1960-1966 », Revue d'histoire de l’Amérique française, vol. 68,‎ 2014, p. 57-83 (ISSN 1492-1383, lire en ligne)